# 中國三迪控股
中國三迪控股有限公司 (港交所：0910) ，簡稱中國三迪控股，是全中國最大林業及能源公司之一，前身「中國林大資源集團有限公司」，以及「中國林大綠色資源集團有限公司」，在1991年創立。主要旗下北京萬富春森林資源發展有限公司核心業務。
業務易手前為主要從事製造及銷售成衣、物業投資、證券投資、軟件開發及於主要從事納米業務共同控制投資。現在成為主要從事生態造林業地區（因為在2006年12月30日全面收購北京萬富春森林資源發展有限公司（「北京萬富春」）股權）。 
北京萬富春森林資源發展有限公司主要是從事位於貴州、雲南、四川、重慶等省市各地區林業資源。主席為吳良好先生（是浩亨集團（私人投資）創辦人）。
其股份自1998年12月1日（當時是以金威集團控股有限公司名義）在香港交易所掛牌，註冊位於百慕達，總部位於香港。
2008年4月30日起，中國林大資源集團有限公司改稱中國林大綠色資源集團有限公司，但簡稱仍為中國林大。

## 相關連結
1. ↑   (PDF).   [2008-07-13]. （原始内容存档 (PDF)于2009-10-07）.

## 外部連結
- 中國林大資源官方網站 capitalfp.com.hk/chi/index.jsp?co=910 （页面存档备份，存于）
- chinagrandforest.com（页面存档备份，存于）